# Ainstable
Ainstable är en by (village) och en civil parish i Cumbria i nordvästra England. Orten har 532 invånare (2001).